# Sedum andinum
Sedum andinum är en fetbladsväxtart som beskrevs av John Ball. Sedum andinum ingår i Fetknoppssläktet som ingår i familjen fetbladsväxter. Inga underarter finns listade i Catalogue of Life.